# 楠浦昌勝
楠浦 昌勝（くすほ まさかつ）は、戦国時代の武士。甲斐武田氏の家臣。武田信縄・信虎の側近。

## 略歴
昌勝は武田信昌・信縄期から信虎（信直）期にかけての有力側近で、楠浦氏は信虎の側室を輩出している。「楠浦」は甲斐南部の河内領に位置している。戦国期に同地は穴山氏が支配しており、楠浦氏と当地との関わりは無くなっていたと考えられている。
初見文書は「向嶽寺文書」で、永正元年（1504年）2月27日で、昌勝は林都寺が法度を破った件に関して向嶽庵（甲州市塩山上於曽の向嶽寺）の衆議に任せる旨を、当主の信縄から信昌に対して披露することを命じられており、昌勝はこの時点で「清三」を名乗っている。この訴訟に関して昌勝は書状を向嶽庵大衆に転送しているが、決定が遅れたことをに対して謝意を示しており、武田氏が寺院の訴訟に関して気を遣っていることが指摘される。
「幸福大夫文書」によれば、同年閏3月11日には、伊勢御師・幸福大夫に対して返書が遅れたことに対して謝意を示している。幸福大夫には神馬を送り、神宮での祈願を依頼している。「幸福大夫文書」によれば、年未詳10月12日・年未詳11月11日にも幸福大夫に対し返書を出している。
永正4年（1507年）2月14日には武田氏の当主・信縄が死去し、信直（永正18年に改名し「信虎」）が家督を継承すると昌勝は信虎の側近となる。昌勝は曽根昌長と並ぶ信縄・信虎の有力で、対室町幕府の取次を務めていたと考えられている。「幸福大夫文書」によれば、年未詳5月18日には信直が幸福大夫に宛てた返書に副状を付している。
『菊隠録』によれば、永正7年（1510年）0月16日には永昌院（山梨市矢坪）住職の菊隠瑞譚（きくおん ずいたん）が、武田氏・昌勝が永昌院を外護することに対して讃えており、同時に所領還付を依頼した書状を送られている。昌勝はこの時点でもまだ「清三」を名乗っている。
昌勝は主に外交面での働きが顕著で、『秋田藩家蔵文書』によれば、年不詳3月19日には近江国へ亡命していた将軍・足利義澄から信虎に対する上洛要請の御内書副状に対する返状を、曽根昌長と連名で発給している。足利義澄は永正8年（1511年）8月に死去していることからこの文書は同年に推定され、昌勝はこの時点で「形部少輔」を名乗っている。その後の動向は不明。
虎常（若狭守）は子と推測されているが、次代の晴信（信玄）期には楠浦氏の活動は見られなくなり、天文10年（1541年）の信虎追放を機に没落したと考えられている。